# Europäische Größeneinheit
Die Europäische Größeneinheit (EGE) ist ein Begriff aus dem gemeinschaftlichen Klassifizierungssystem für landwirtschaftliche Betriebe in der Europäischen Union. Er beruht auf der Entscheidung 85/377/EWG der Europäischen Kommission vom 7. Juni 1985, zuletzt geändert durch die Entscheidung 96/393/EG vom 13. Juni 1996.
Ziel der Betriebsklassifizierung ist es, die Betriebe nach ihrer betriebswirtschaftlichen Ausrichtung (BWA) und ihrer Betriebsgröße, ausgedrückt in europäischen Größeneinheiten (EGE) zu kennzeichnen und zu gruppieren. Eine EGE entspricht einem Standarddeckungsbeitrag (SDB) von Stand 2018 1.200 Euro. Die wirtschaftliche Betriebsgröße lässt sich somit aus der Division des SDB durch 1.200 Euro berechnen.
Die Klassifizierung dient insbesondere Zwecken der amtlichen Statistik wie den Agrarstrukturerhebungen oder dem jährlichen Agrarbericht.
In Deutschland dient die Klassifizierung im Rahmen der Bestimmung des Wertes eines landwirtschaftlichen Betriebs auch der Ermittlung der Erbschaftsteuer.
Für Deutschland ergeben sich aus § 163 des BewG folgende Betriebsgrößen:
- Kleinbetriebe von 0 bis unter 40 EGE
- Mittelbetriebe von 40 bis 100 EGE
- Großbetriebe über 100 EGE